# كاثرين بتلر
كاثرين بتلر (بالإنجليزية: Katherine Butler)‏ (من مواليد 27 مايو 1914 - تُوفيت في 8 أغسطس 2000) وهي راهبة ومدرسة وكاتبة. كانت بتلر واحدة من أوائل النساء اللاتي حصلن على رخصة طيار في أيرلندا.

## حياتها
كانت الابنة الأكبر لجيمس بايلي بتلر وكاثرين بتلر. حضرت هي وأختها بياتريس في كلية ألكسندرا في دبلن ، وفي وقت لاحق ذهبت إلى دير أورسولين، وترفورد. قرّرت باتلر أن تأخذ مهنة دينية من سن السابعة عشرة، لكن تم إقناعها بالانتظار حتى تبلغ 21 سنة من قبل والديها. درست كاثرين العلوم في كلية دبلن الجامعية.

## رخصة الطيران
أصبحت باتلر مهتمة بالطيران بعد رؤية السير آلان كوبام في أوائل الثلاثينات من القرن العشرين وهكذا بدأت تأخذ دروسًا في الطيران في مطار كيلدونان، مع طيارين مثل جون كوري. في 15 يناير 1936 أصبحت ثالث امرأة في أيرلندا تحصل على رخصة الطيار.

## تعليمها وعملها
بعد إنهاء دراستها، تخرجت بتلر كمدرسة في عام 1938 وقضت سنوات عديدة في هذه المهنة. قضت باتلر الوقت في إنجلترا أثناء الحرب العالمية الثانية وبعد ذلك درست في روما في أواخر الستينات. قامت بتلر بالتدريس في المدرسة الثانوية في شارع ماونت جوي، في دبلن ، وساعدت فيما بعد في تأسيس مدارس ثانوية جديدة في فوكسفورد، مقاطعة مايو، وكانت تعمل مديرة للمديرية في ووكينستاون، دبلن. ودرست آخر مرة في مدرسة ماريمونت في هارولدز كروس، قبل أن تنتقل إلى دير كروملين في عام 1977.
في عام 1953 نشرت سيرة الأم ماري أيكنهيد، مؤسسة راهبات الخيرية. وبعد هذا المنشور قامت بتلر بعددًا هائلاً من الرسائل إلى الأشخاص الوحيدين والسجناء وأحيانًا إلى الصحف الوطنية. كما كتبت للمجلات والدوريات، مع اهتمامها الخاص في مجال المسكونية. قادها هذا الاهتمام إلى حضور الخدمات من الطوائف الأخرى بما في ذلك اليهود وجمعية الأصدقاء الدينية وجيش الخلاص. كانت بتلر عضوة نشطة في جمعية دبلن القديمة، وكتبت في سجلهم التاريخي في دبلن وكانت الفائزة بجائزة الجمعية السنوية لأفضل ورقة ثلاث مرات.
توفيت بتلر في 8 أغسطس 2000 في كروملين. حصلت على تصريح خاص من طلبها للتبرع بجسمها إلى كلية الجراحين الملكية في إيرلندا لاستخدامها في الأبحاث الطبية.